# Josef Hromádka
Josef Hromádka (* 25. září 1936 Hodslavice) je český evangelický farář. V letech 1987 až 1990 působil jako synodní senior, což je nejvyšší představitel Českobratrské církve evangelické. V letech 1989–1990 byl jedním z místopředsedů vlády národního porozumění.

## Farářské působení
Kazatelské působení Josefa Hromádky:
- Ostrava (od 15. března 1959 do 30. června 1962)
- Šternberk (od 1. července 1962 do 30. června 1979)
- Olomouc (od 1. července 1979 do 19. listopadu 1987)
- Frýdek-Místek (od 1. června 1991 do 30. června 2006)